# Kościół Santo Stefano w Wenecji
Kościół Santo Stefano (kościół św. Stefana/Szczepana) – rzymskokatolicki kościół w Wenecji w dzielnicy (sestiere) San Marco. Administracyjnie należy do Patriarchatu Wenecji. Jest kościołem parafialnym parafii Santo Stefano Protomartire, wchodzącej w skład dekanatu San Marco - Castello. 
Założony przez augustianów razem z klasztorem pod koniec XIII wieku. Przebudowany w XV stuleciu. W jego zakrystii znajdują się liczne dzieła sztuki, w tym 4 obrazy Jacopa Tintoretta: Ostatnia Wieczerza, Modlitwa w Ogrodzie Oliwnym, Chrystus obmywający nogi Apostołom i Zmartwychwstanie.
Santo Stefano, razem z kościołami Frari i Santi Giovanni e Paolo jest trzecim kościołem klasztornym w Wenecji. Prezbiterium kościoła wspiera się na moście, przerzuconym nad kanałem, co jest jedynym tego typu rozwiązaniem w Wenecji. Plac Campo Santo Stefano, przy którym położony jest kościół, znany był w Wenecji z odbywających się na nim walk byków (ostatnia miała miejsce w roku 1802).

## Historia
Kościół klasztorny został założony około roku 1294 przez augustiańskich pustelników z Sant'Anna w Castello i otrzymał wezwanie świętych: Augustyna i Stefana. Prace budowlane rozpoczęto w 1294 roku, a ukończono w 1325. Na początku XV wieku dokonano znaczącej przebudowy kościoła przedłużając jego prezbiterium ponad kanałem. Te ostatnie roboty nadzorował Gabriele Veneto, augustiański uczony, którego portret namalował Giovanni Bellini i który jest prawdopodobnie skrzypkiem na zagadkowym obrazie Tycjana, Przerwany koncert. W 1743 roku kościół przeszedł kolejną renowację. Według Johna Morrisa miał być rekonsekrowany 6 razy, a to z powodu powtarzającego się rozlewu krwi w jego murach. Pierwsza konsekracja miała miejsce w niedzielę Zesłania Ducha Świętego 1348 roku, gdy Girolamo Bonifazio ranił mnicha Francesca Basadonnę. Kolejne, podobne zdarzenia miały miejsce w latach 1556, 1561, 1567, 1583 i 1594. 
W 1785 roku w Santo Stefano odbyły się uroczystości pogrzebowe, zorganizowane po śmierci kompozytora Baldassare Galuppiego.
11 maja 1990 roku w Santo Stefano odbyły się, przy licznym udziale wiernych, uroczystości pogrzebowe, zorganizowane po śmierci weneckiego kompozytora, Luigiego Nono. Po zakończeniu uroczystości trumna z ciałem kompozytora została przewieziona na gondoli na wyspę San Michele, gdzie spoczęła w mogile, nieopodal grobu Igora Strawinskiego.

## Architektura
Kościół jest jednym z najważniejszych przykładów gotyku międzynarodowego w Wenecji. Jego ceglana fasada, wychodząca na Calle dei Frati, została przepruta wysokimi oknami o bogatej ornamentyce z terakoty. W przyziemiu fasady znajduje się późnogotycki, rzeźbiony portal, prawdopodobnie autorstwa Bartolomea Bona.

## Kampanila
Pochylona, późnorenesansowa (1544), kampanila ma 61 m wysokości i jest odchylona od pionu 2 m. Jej dzwony są uruchamiane elektromechanicznie. 7 sierpnia 1585 roku została ugodzona przez piorun, po czym runęła na pobliskie domy, a jej dzwony roztopiły się. Nowe dzwony sprowadzono z Anglii, gdzie za czasów Elżbiety I zlikwidowano liczne kościoły katolickie. W XVII i XVIII wieku kampanilę przebudowano. W 1902 roku wskutek trzęsienia ziemi przechyliła się. Jej podstawa została wzmocniona w latach 1902–1906.

## Klasztor
Klasztor został wzniesiony w 1810 roku. Mieściło się w nim pierwsze weneckie studio Antonia Canovy. Obecnie budynki klasztorne zajmuje Ministerstwo Finansów. Duży klasztor, położony poza Campo Sant'Angelo, zachował resztki wystroju (schody, narożniki i detale kamieniarskie). Za dużym klasztorem znajduje się drugi, mniejszy klasztor.

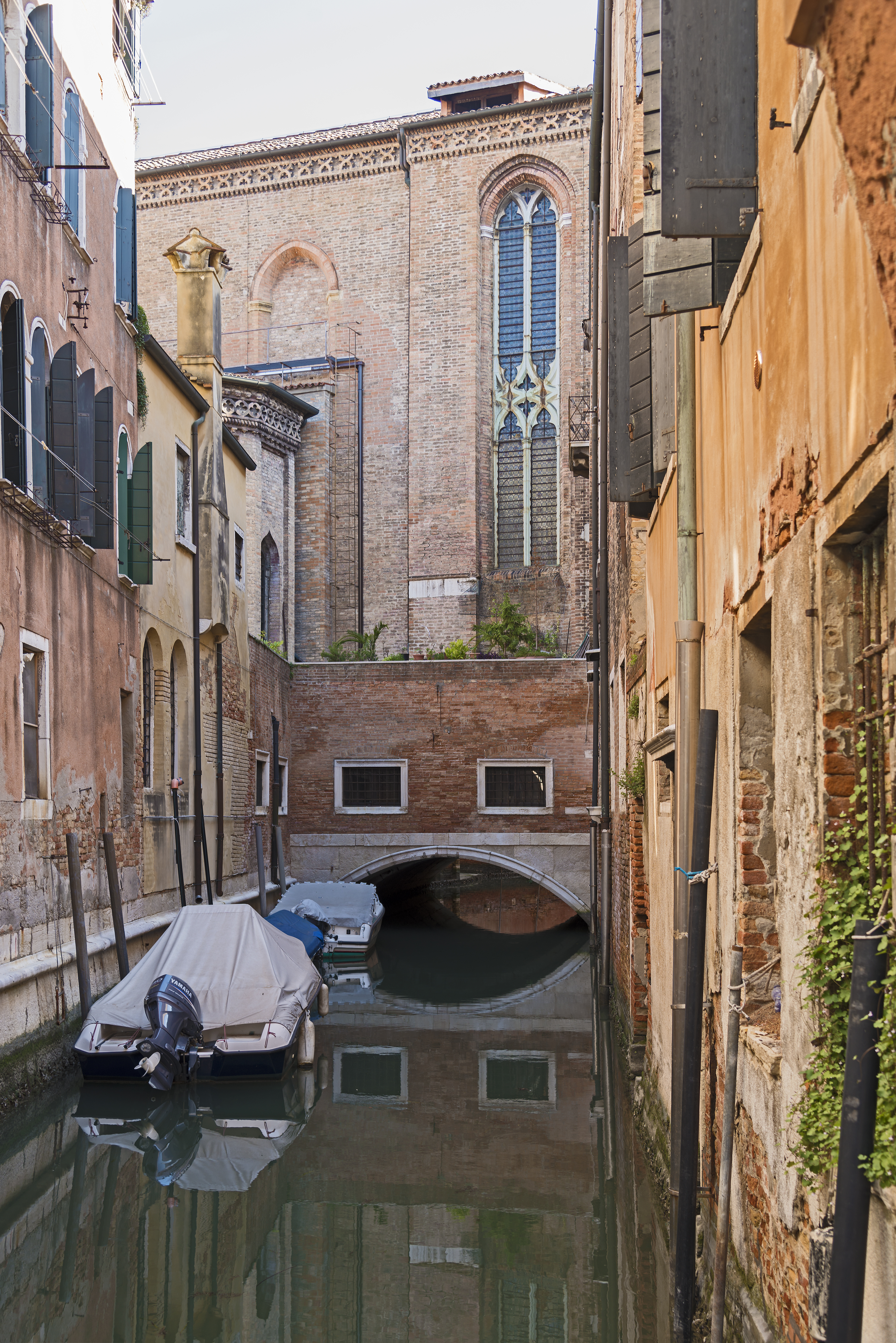
Most pod prezbiterium kościoła
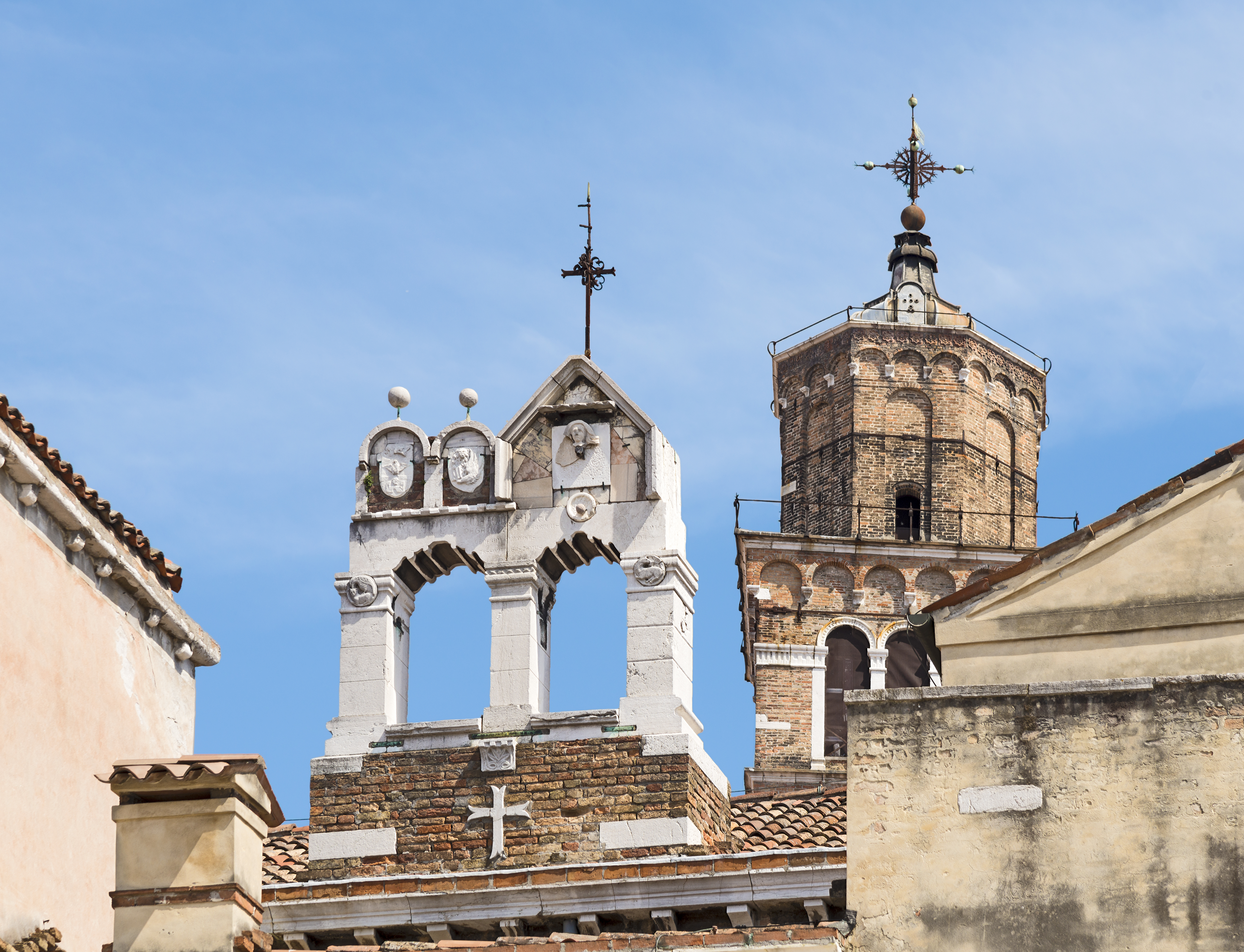
Górna część fasady i kampanili
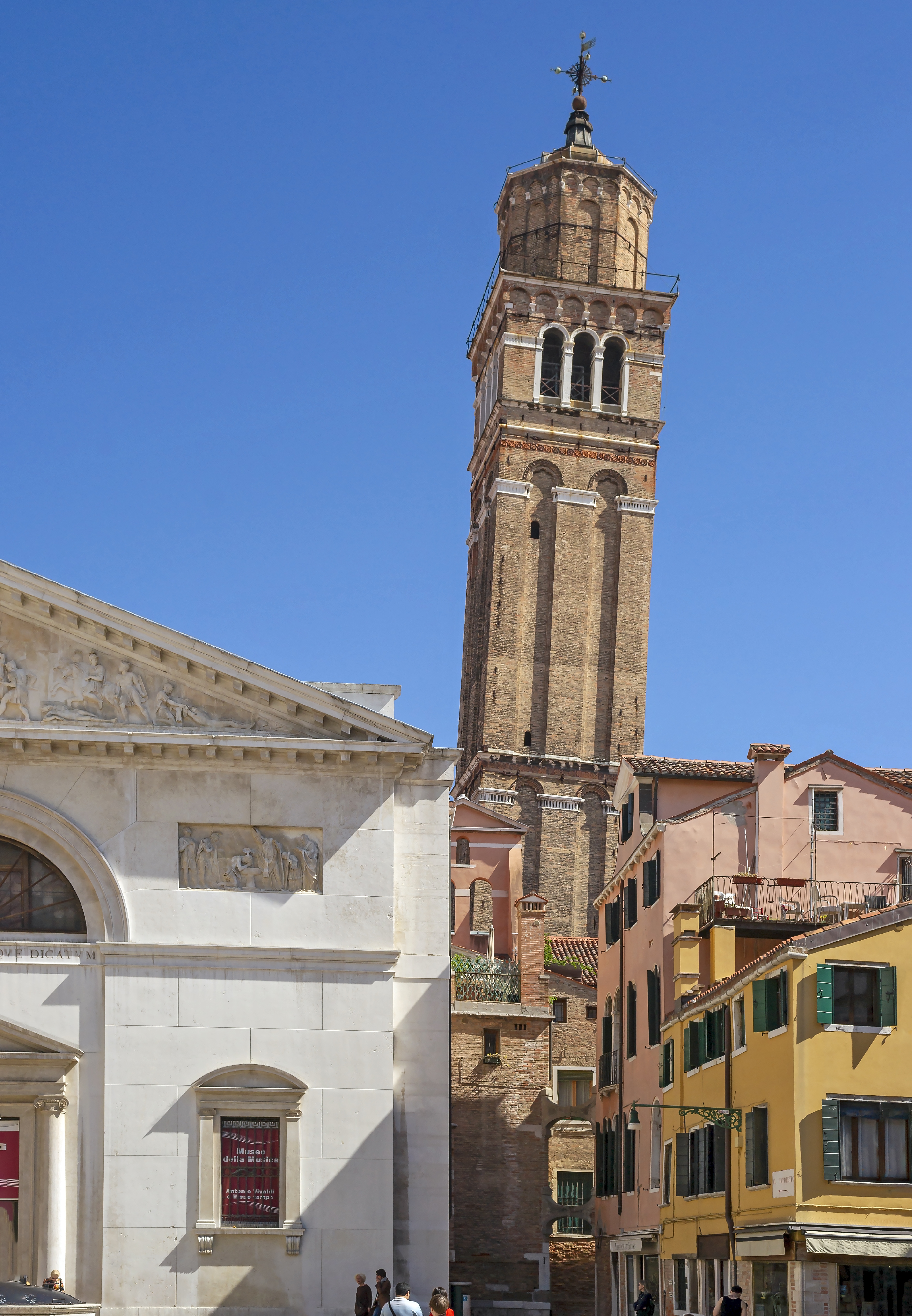
Kampanila
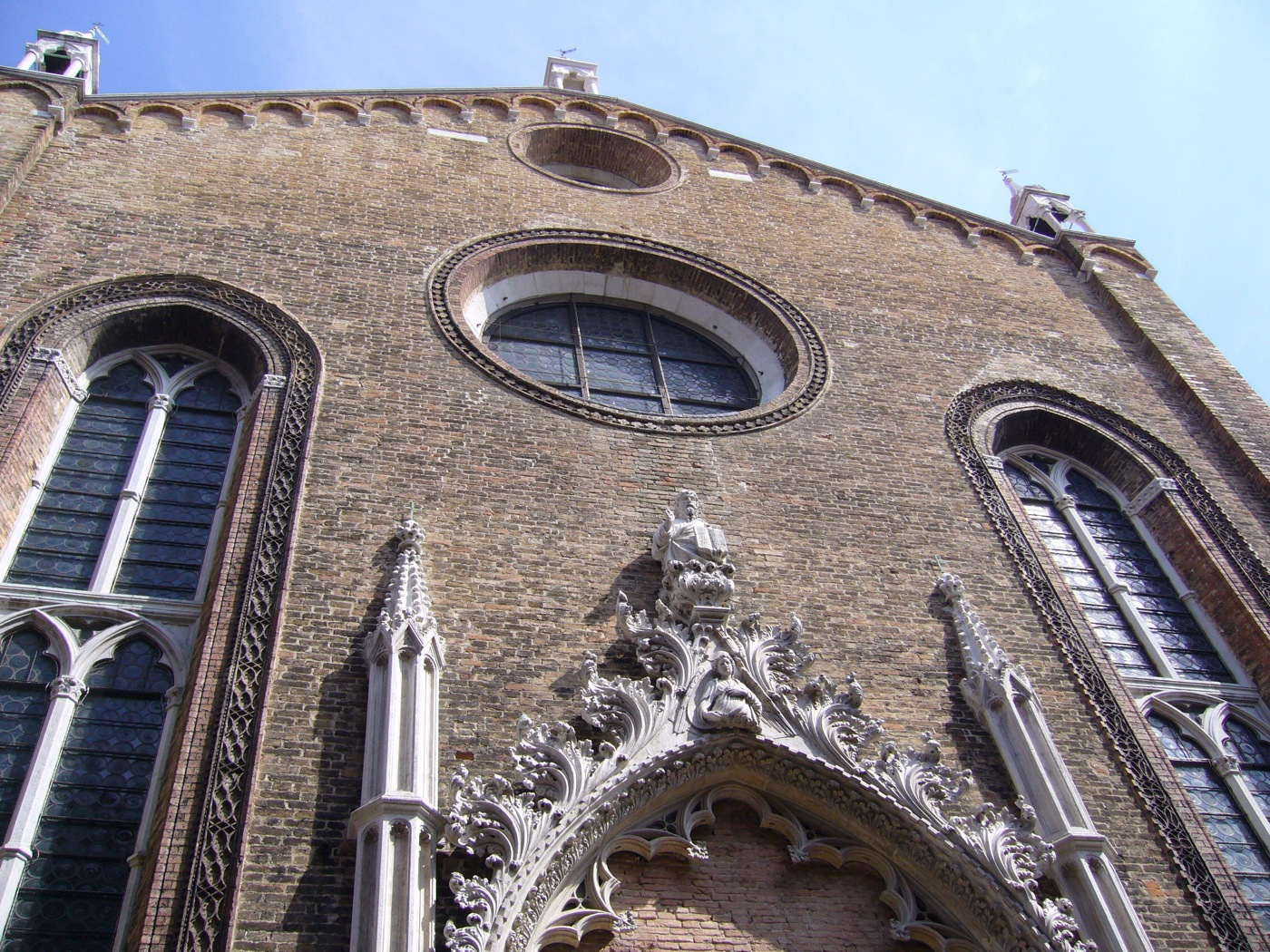
Fasada (fragment)
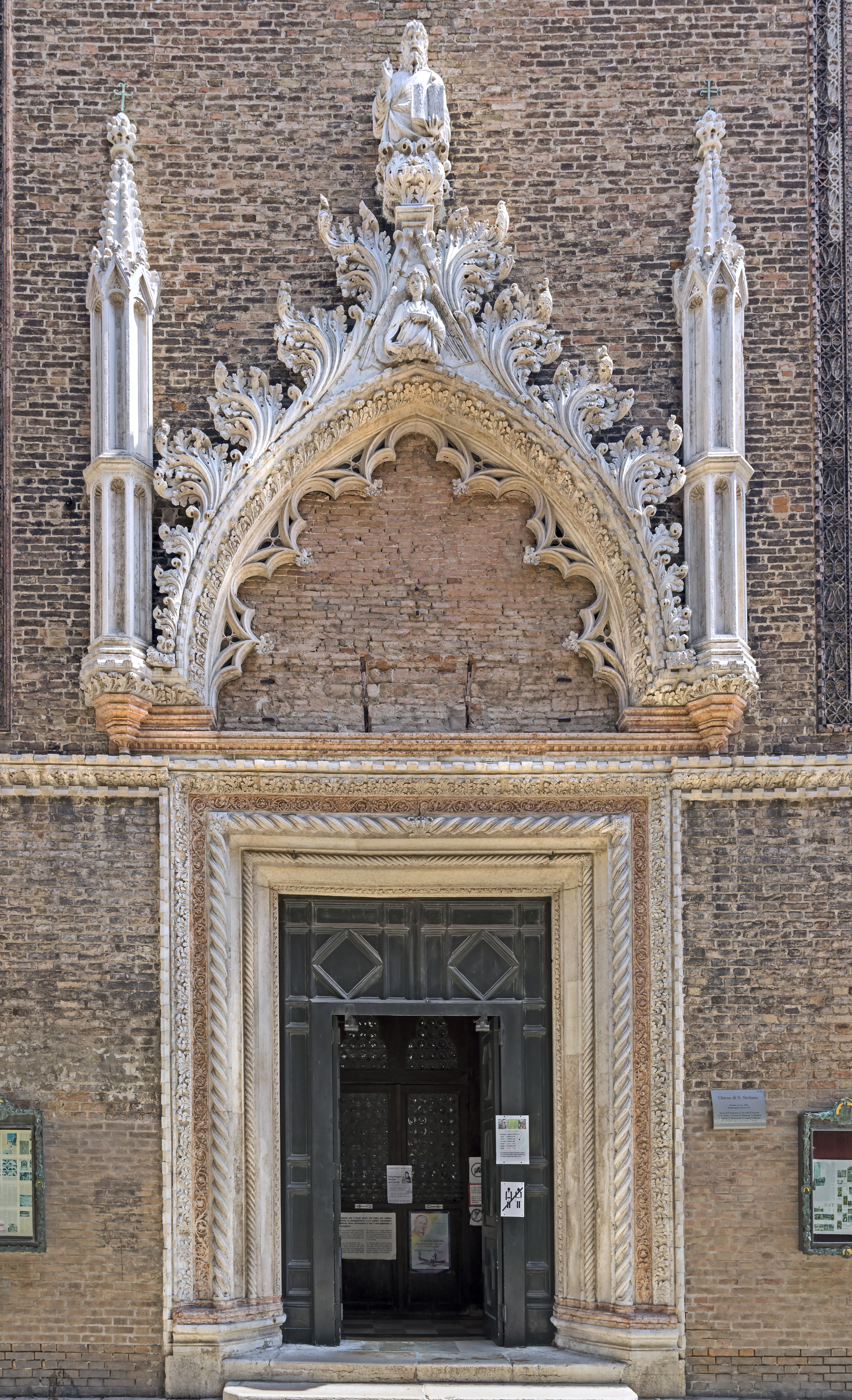
Portal
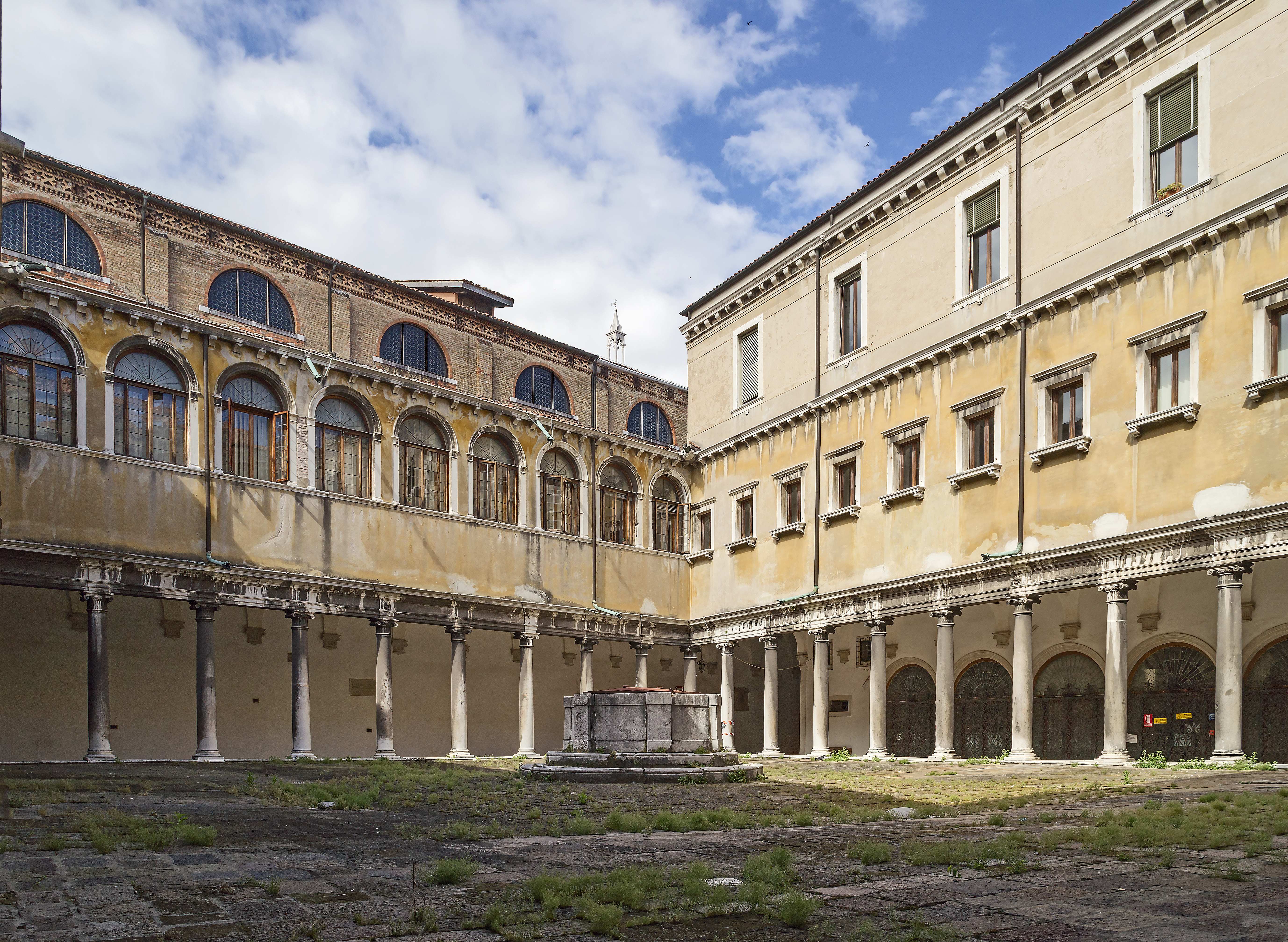
Dziedziniec byłego klasztoru

## Wnętrze
Wnętrze, jedno z najbardziej charakterystycznych i imponujących w Wenecji, dzielą na nawę główną i dwie nawy boczne kolumny, wykonane na przemian z czerwonego marmuru werońskiego i białego marmuru greckiego. Kolumny zwieńczone zostały polichromowanymi kapitelami, podtrzymującymi łuki gotyckie, ozdobione freskami. Ściany nad nimi zostały pomalowane i pozłocone w rombowe wzory. Kolorowa jest również posadzka kościoła. Uwagę zwraca bogato zdobiony strop w kształcie stępki statku, wykonany prawdopodobnie w Arsenale. Podobnego typu strop znajduje się w kościele San Giacomo dall’Orio.

### Prezbiterium
Prezbiterium, podniesione w stosunku do nawy, zamyka poligonalna apsyda. W prezbiterium znajdują się drewniane gotyckie stalle z XV wieku. Ołtarz główny zrealizowali w XVII stuleciu Antonio Puzo i Angelo Panizza. Jego dekorację stanowią liczne dzieła marmurowe dłuta Giovanniego Buory (XV wiek).

### Korpus nawowy
Przy wejściu do kościoła znajduje się wyniosły grobowiec w stylu cenotafu, upamiętniający dożę Francesca Morosiniego, który jednak został pogrzebany w kościele Tolentini. W prawej nawie znajdują się dwa ołtarze. W pierwszym z nich jest obraz Madonna ze św. Janem Nepomucenem i św. Łucją Jacopa Marieschiego, w drugim – Św. Augustyn wyrzucający heretyków Giustina Menescardiego (XVIII). W baptysterium znajduje się tablica upamiętniająca Giovanniego Faliera, dłuta Antonia Canovy. W piątym ołtarzu lewej nawy widnieje XVIII-wieczny obraz Madonna z Dzieciątkiem Girolama Brusaferra (XVIII), w trzecim – Koronacja Matki Bożej szkoły Tintoretta (XVI wiek), natomiast w pierwszym – Madonna z Paskiem w otoczeniu świętych: Augustyna, Moniki, Stefana i Mikołaja z Tolentino, pędzla Leonarda Corony, obraz typowy dla pobożności augustiańskiej. W lewej nawie przed pierwszym ołtarzem znajduje się grobowiec kompozytora Giovanniego Gabrielego. W kościele pochowany został również skrzypek Biagio Marini, choć jego grobowiec nie zachował się.

### Zakrystia
Kolekcja obrazów zgromadzonych zakrystii sprawia, iż stanowi ona swoiste muzeum wielkich twórców weneckiego renesansu. Na wewnętrznej ścianie wejściowej wiszą 4 obrazy Gaspare Dizianiego: Ucieczka do Egiptu, Pokłon Trzech Króli i Rzeź niewiniątek (ten ostatni w dwóch częściach). Lewą ścianę zdobią 2 obrazy Giovanniego Agostina da Lodi: Św. Jan Chrzciciel i Św. Hieronim oraz Mistyczne zaślubiny św. Katarzyny. Pomiędzy dwoma portretami Antonia Trivy znajduje się Ostatnia Wieczerza Jacopa Tintoretta, a dalej – kolejny jego obraz, Zmartwychwstanie. Po obu stronach ołtarza zachowały się pozostałości tryptyku Bartolomea Vivariniego, Św. Mikołaj z Bari i Św. Wawrzyniec. W ołtarzu znajduje się dużych rozmiarów obraz Giuseppe Angeli, Ukrzyżowanie. Ponad nim widnieje Męczeństwo św. Stefana Sante Perandy. Na prawej ścianie wisi obraz Pietra Liberi Trójca Święta, św. Augustyn i św. Klara, a następnie dwa inne obrazy Jacopa Tintoretta, Chrystus obmywający nogi Apostołom i Modlitwa w Ogrodzie Oliwnym.

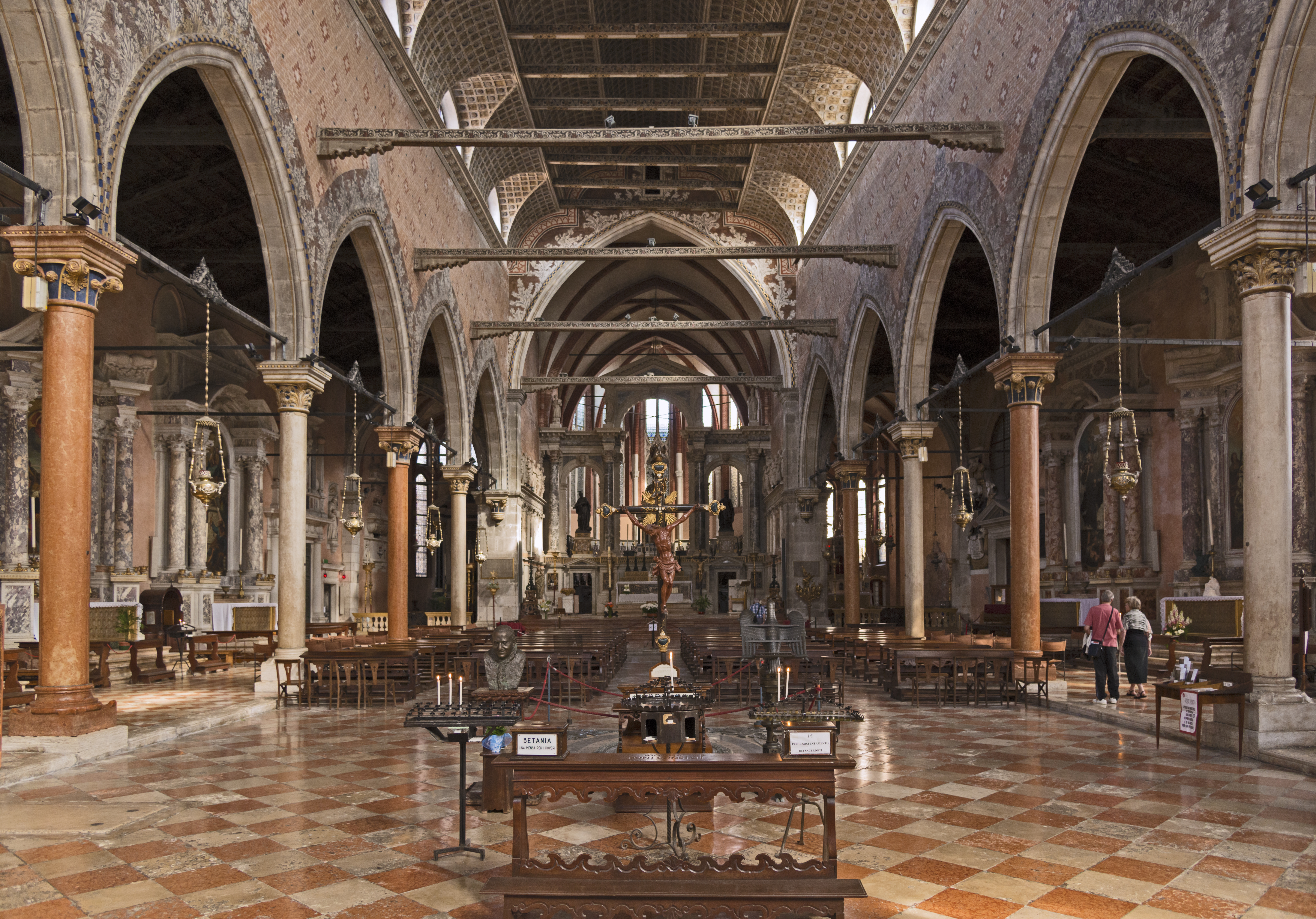
Wnętrze – nawa główna
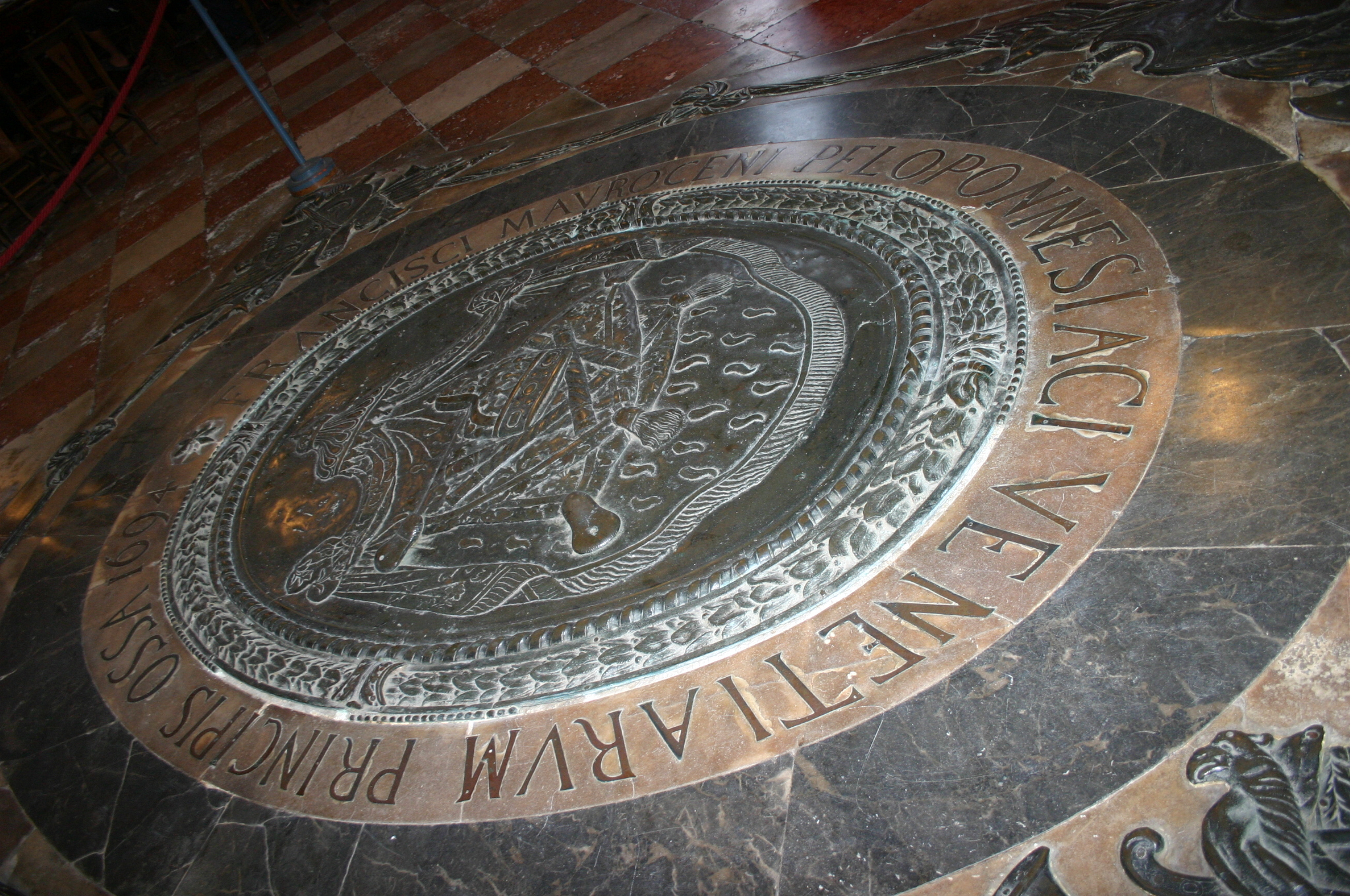
Płyta pamiątkowa Francesca Morosiniego
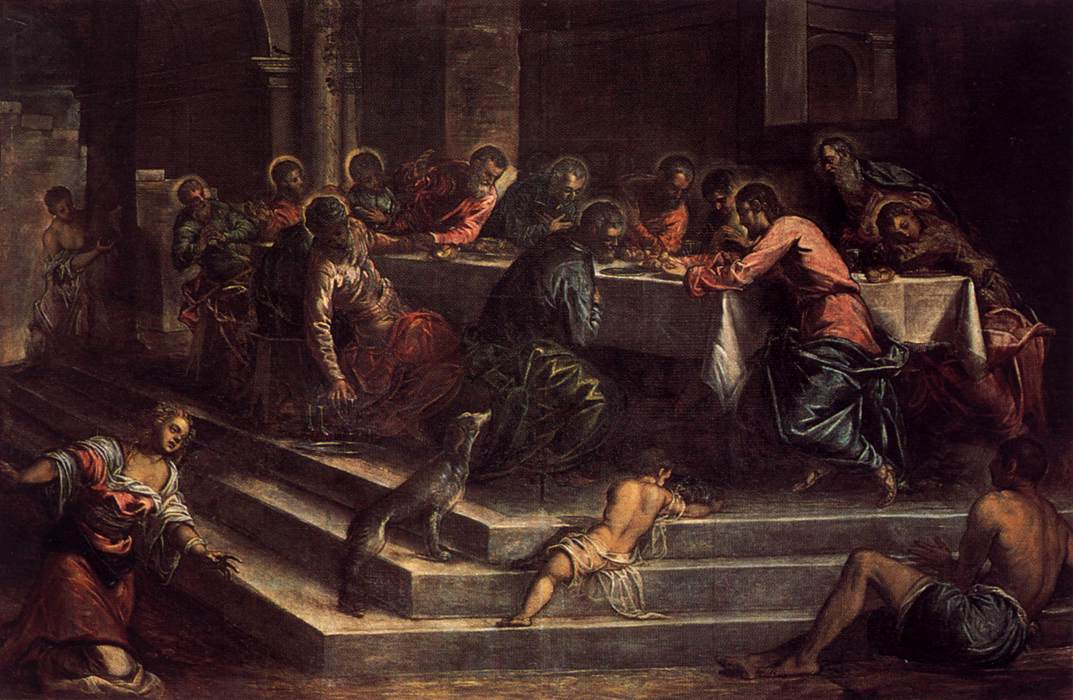
Jacopo Tintoretto, Ostatnia Wieczerza
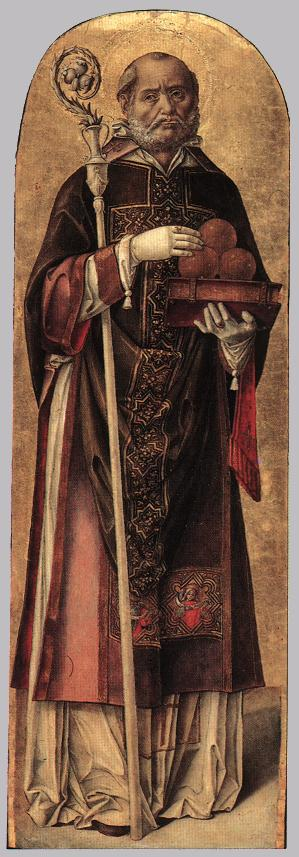
Bartolomeo Vivarini, Św. Mikołaj z Bari
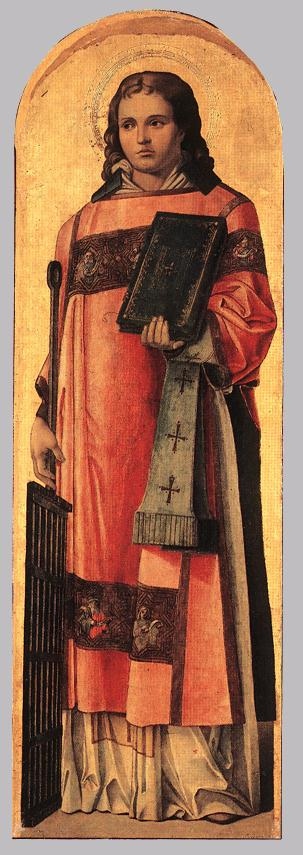
Bartolomeo Vivarini, Św. Wawrzyniec